# Artista, dolarii și ardelenii
Artista, dolarii și ardelenii este un film românesc din 1980, regizat de Mircea Veroiu. El este cel de-al doilea film dintr-o trilogie western Ardelenii care mai cuprinde Profetul, aurul și ardelenii (1978) și Pruncul, petrolul și ardelenii (1981).
În acest film, cei trei frați Brad originari din Poplaca își continuă aventurile pe pământ american. Traian Brad, fratele cel mai mare, se îndrăgostește de o actriță și vrea să o ia de nevastă, fără să știe că aceasta face parte dintr-o bandă de hoți care jefuiesc trenurile cu care erau transportați bani.

## Rezumat
Un tren care transporta pasageri și saci cu dolari în Vestul Sălbatic oprește în plin câmp și este atacat de indieni. Vagonul unde se aflau banii este deschis cu ajutorul dinamitei, iar sacii cu dolari sunt furați. Colonelul Wilkinson (Ion Pascu) - reprezentantul Comisiei pentru indieni - și ceilalți ofițeri din tren sunt uciși în schimbul de focuri. Din cauza faptului că pasagerii își dăduseră seama că cei care au atacat trenul erau de fapt niște bandiți deghizați în indieni, atacatorii îi ucid pe toți călătorii și lasă indicii false pentru a da vina pe indieni. Conducătorul bandiților era Ambrose Green (Előd Kiss), dar cel care a plănuit și coordonat atacul a fost Wheeler (Mircea Albulescu). Bandiții îi dezbracă pe ofițeri de uniforme, iar Wheeler îi fură uniforma și identitatea colonelului Wilkinson. Scena atacului este observată de adevărații indieni care, însă, nu intervin.
În acest timp, prin apropiere trec cei trei frați Brad: Traian (Ilarion Ciobanu), Ion (Ovidiu Iuliu Moldovan) și Romi (Mircea Diaconu), însoțiți de June Ambler (Tania Filip), o fată orfană salvată de Johnny și logodită cu Romi, și de negrul Bob Rupert (Ahmed Gabbany), un fost sclav. Ei se opresc în orașul următor și închiriază două odăi în hotelul Grand Hotel de Paris. În localitate sosește și o trupă de actori a cărei vedetă principală este cântăreața și actrița „franțuzoaică” Annabel Lee (Rodica Tapalagă). Traian Brad merge la spectacol, împreună cu Bob, și se îndrăgostește de Annabel, pe care o consideră „o fată bună, dar fără noroc”.
Spectacolul este întrerupt de sosirea în oraș a lui Wheeler, care se dă drept colonelul Wilkinson și aduce vestea că trenul a fost atacat de indieni. El organizează o patrulă care se deplasează la locul atacului și-i găsește pe pasageri uciși și scalpați. Cercetașul localnic Barney (Traian Costea) nu crede că trenul a fost atacat de indieni și se duce în rezervație, unde află de la căpetenia Șoim Negru și de la fiul său, Săgeată Iute (Constantin Brînzea), că trenul a fost atacat de bandiți deghizați în indieni. Barney se duce în oraș cu cei doi indieni pentru a le spune locuitorilor adevărul, dar un pistolar stângaci (Marcel Iureș) îl ucide pe Șoim Negru, iar Wheeler pe Barney. Săgeata Iute reușește să fugă și se adăpostește în camera fraților Brad. După ce-i ascultă povestea, Traian decide să-l adăpostească în odaia sa de hotel.
Fiind îndrăgostit de Annabel, Traian începe să o curteze asiduu, deși el nu vorbește limba engleză. El își cumpără haine orășenești (în locul cojocului mițos transilvănean și a pălăriei cu boruri largi) și este prezentat drept un căutător de aur foarte norocos. Cei doi se plimbă cu trăsura și pe câmp, iar Traian îi spune artistei că va avea grijă de ea și o va duce în Transilvania. Fata nu-i înțelege vorbele, dar se preface interesată, deși pe ascuns ea este amanta lui Wheeler. Ion și Romi sunt uimiți de schimbarea comportamentului fratelui lor mai mare și încearcă să-i spună că fata e o actriță și se preface doar că e interesată de el. Traian nu vrea să-i asculte și continuă să-și cheltuiască toți banii cu actrița.
În același timp, Johnny este provocat de Green la un duel cu pistoalele, acesta din urmă încercând să-l împuște pe la spate. Romi se angajează ca ucenic la un atelier de fierărie. În urma unei altercații cu Green, care se dăduse la June, Romi decide să învețe să tragă cu pistolul pentru a se putea apăra de ticăloși, el antrenându-se în fiecare seară.
Auzind de sosirea unui nou transport de bani (100.000 de dolari), care erau destinați pentru plata salariilor angajaților de la Western Line Fox, Wheeler (care se dădea drept colonelul Wilkinson) îi scoate pe soldați din oraș sub pretextul că trebuie să apere orașul de atacurile indienilor. În ziua sosirii banilor, Annabel și Traian sunt invitați la bancă de către director (Ioan Henter) pentru a le arăta seiful. Ajunși înăuntru, bandiții îi leagă pe angajați și pe Traian și fug cu banii.
Ion își dă seama de planul bandiților și de faptul că Traian este momeala și încearcă fără succes să oprească trăsura cu care Wheeler și Annabel plecau din oraș. Șeriful (Mihai Oroveanu) și Ion încearcă să-i aresteze pe actori și începe un schimb de focuri între localnici și actori, în urma cărora majoritatea actorilor sunt uciși. Pistolarul stângaci este rănit de Săgeată Iute. Provocat la duel de Romi, Green este ucis și el. Eliberat, Traian pornește în urmărirea trăsurii și o ajunge din urmă după ce o roată a trăsurii se rupe. Wheeler este ucis de Traian într-o luptă cu săbiile, iar Annabel este adusă în oraș. Aceasta spune că a fost obligată de bandiți să coopereze, găsind înțelegere din partea soldaților. Filmul se încheie cu plecarea din oraș a celor trei frați Brad, însoțiți de June, Bob și Săgeată Iute.

## Distribuție
- Ilarion Ciobanu — Traian Brad de la Poplaca, țăran transilvănean emigrant în America
- Ovidiu Iuliu Moldovan — Ion („Johnny”) Brad, fratele mijlociu
- Mircea Diaconu — Romulus („Romi”) Brad, fratele cel mic
- Rodica Tapalagă — Annabel Lee, falsă artistă, complice a bandiților
- Mircea Albulescu — Mac Wheeler, falsul colonel Wilkinson, șeful bandiților
- Tania Filip — June Ambler, iubita lui Romi (menționată Tatiana Filip)
- Előd Kiss — Ambrose Green, bandit deghizat în actor (menționat Kiss Előd)
- Traian Costea — cercetașul Barney, prietenul indienilor
- Ahmed Gabbany — negrul Bob Rupert, însoțitorul fraților Brad
- Ioana Crăciunescu — pianista, complicea bandiților
- Constantin Brînzea — Săgeată Iute, fiul căpeteniei indiene Șoimul Negru
- Radu Stoenescu — circarul cu joben alb, poreclit „Păduchiosul”
- Mihai Oroveanu — șeriful orașului
- Ioan Henter — dl. Dodge, director de bancă
- Iosif Naghiu — pastor protestant
- Marcel Iureș — pistolarul stângaci („Lefty”)
- Sorin Balaban — dl. Brown, proprietarul hotelului
- Mihai Perșa — meșterul fierar
- Dan Nasta — pistolarul cu barbă mare
- Ion Pascu — colonelul Wilkinson
- Dan Bubulici — sudist
- Traian Petruț — căpetenia indiană Șoimul Negru
- Ion Niciu — circarul cu veston roșu
- Boris Petroff
- Mircea Dascaliuc
- Virgil Măgherușan
- Mihai Boruzescu
- Ion Colan
- Alexandru Condurache
- Dumitru Pîslaru
- Eugenia Capela
- Zephi Alșec — dl. Goldstein, judecătorul orașului
- Lia Șahighian — doamna Peck, soția primarului
- Vivian Alivizache
- I.G. Rusu
- Vasile Popa — cântărețul la muzicuță

## Producție
Ca urmare a succesului la public al filmului western românesc Profetul, aurul și ardelenii (1978), romancierul Titus Popovici a scris scenariul unei continuări intitulate Artista, dolarii și ardelenii , care a fost achiziționat de Casa de Filme 3. Scenariul a fost avizat favorabil de către Asociația Cineaștilor din România (ACIN) și apoi de conducerea Consiliul Culturii și Educației Socialiste care își dă acordul la 28 decembrie 1978. Filmul a intrat în faza de producție la 3 ianuarie 1979 sub titlul „Întoarcerea ardelenilor”. Au fost închiriate armament, harnașamente și recuzită de la studiourile din R.D.G. și Bulgaria și s-a aprobat ca filmările să se desfășoare la Moeciu, Zărnești și Baia/Babadag – Tulcea.
Regizorul acestui film a fost desemnat Mircea Veroiu, primul film din serie fiind regizat de Dan Pița. Scenograful Nicolae Drăgan a realizat schițele și construcția decorurilor în proporție de 50%, iar apoi a plecat în străinătate, lucrul la film fiind preluat de asistentul său, Nicolae Șchiopu.  Rezultatul a fost un „orășel arătos și bogat”, în care personajele poartă costume pitorești realizate de Hortensia Georgescu.
Filmările au avut loc în perioada 3 mai - 30 iunie 1979 (36 zile de filmare), desfășurându-se la Buftea și în zona Cernavodă.  Filmul a fost vizionat la 20 august 1979 de conducerea C.C.E.S., care l-a aprobat fără nici o modificare. Copia standard a fost finalizată la 18 decembrie 1979. Cheltuielile de producție s-au ridicat la 3.652.000 lei. 
Filmul Artista, dolarii și ardelenii a fost realizat în studiourile Centrului de Producție Cinematografică București. După cum este specificat pe genericul de început, au fost folosiți pe post de consilieri de limbă engleză Sergiu Celac (translator de limba engleză al lui Nicolae Ceaușescu și viitor ministru de externe), Adrian Săhleanu și Alexandru Brumaru. Vocea în engleza americană a unor actori a fost dublată la post sincron.
Filmările celor trei filme din seria „Ardelenii” au fost realizate în Cheile Zărneștiului, Cheile Râșnoavei sau Munții Măcinului, considerându-se că peisajele de acolo „chiar inspirau Vestul Sălbatic”.  Rolurile și replicile au fost scrise special pentru actori, iar scenaristul Titus Popovici a prins foarte bine după primul film umorul caracteristic al fiecărui personaj și l-a exploatat. 
Actrița Tania Filip, care avea pe atunci numai 16 ani și era elevă în clasa a X-a la o școală de muzică, a fost aleasă pentru a juca în „Ardelenii" datorită pistruilor săi. Ea a fost întâlnită pe holurile Teatrului Bulandra de Mircea Diaconu, care, știind că se căuta o actriță blondă cu ochi albaștri pentru rolul June, i-a spus să vină a doua zi cu el pe platourile de la Buftea pentru a o prezenta regizorului Dan Pița.  Ea s-a întâlnit acolo cu regizorul care „a dat mâna cu mine și mi-a ținut mâna într-a lui cam vreo cinci minute”. Zece zile mai târziu, ea a fost chemată de urgență ca să plece la filmări la Brașov. Tânăra era copleșită de admirație față de colegii ei de platou Ilarion Ciobanu, Ovidiu Iuliu Moldovan și Mircea Diaconu, precum și de regizorii Dan Pița și Mircea Veroiu. 
Personajul Traian Brad este în acest film mult mai bine integrat în peisajul american, deși încă nu vorbește în limba engleză. Într-un număr al revistei „Cinema” apărut înaintea premierei, actorul Ilarion Ciobanu caracterizează astfel evoluția personajului față de primul film: „E tot bun la suflet și a rămas fratele mai mare, care el îi pupă, el îi pocnește pe ceilalți doi. În seria a doua, e desigur mai avizat, știe în ce lume se află, a trecut șocul primului contact. A deprins obiceiurile, unele le-a învățat chiar prea repede și prea bine... Americănește a început să rupă câteva vorbe, dar le spune pe legea lui... În rest, se bate, călărește, că westernul fără cai și fără bătăi, e ca nunta fără lăutari.” 

## Coloană sonoră
Muzica celor trei filme din seria „Ardelenii” a fost compusă de Adrian Enescu, care mai colaborase anterior cu ambii regizori ai filmelor, Dan Pița (la Tănase Scatiu și Bietul Ioanide) și Mircea Veroiu (la 7 zile). El a fost încântat de ideea de a compune coloana sonoră pentru un western românesc.  Muzica electronică a fost compusă pentru sintetizator, ea fiind diferită la fiecare din cele trei episoade ale seriei. Melodiile îmbină sunetul muzicii country cu melos-ul popular ardelenesc, fiind prelucrate electronic teme neaoșe precum Mocioriță sau Alfa (de Vangelis). Cântecele sunt interpretate de fetele de la grupul 5T și de Mircea Romcescu. 

## Recepție
Filmul Artista, dolarii și ardelenii a avut premiera în februarie 1980.  El a avut parte de un mare succes la public, fiind vizionat de 5.421.590 spectatori la cinematografele din România, după cum atestă o situație a numărului de spectatori înregistrat de filmele românești de la data premierei și până la data de 31.12.2007 alcătuită de Centrul Național al Cinematografiei. 
Într-un articol din 1980 publicat în Magazinul estival „Cinema”, Eva Sîrbu considera că filmul îl are în centrul său pe Ilarion Ciobanu, pe umerii căruia se sprijină întreaga piesă. Ea laudă talentul și interpretarea actorului: „Concentrarea este semnul sub care respiră și talentul lui Ilarion Ciobanu. De astădată o concentrare în acord cu gestica și replica. Un concentrat de concentrare, ca să zic așa, pe care actorul l-a dăruit de fiecare dată un pic altfel, fiecăruia din personajele sale, deci și bace-lui Traian din „Artista, dolarii și ardelenii”. Nici cea mai hazlie situație nu poate dilua soluția suprasaturată de sens pe care o poartă în toată ființa sa bacele, în ciuda, cu totul în ciuda notei de pitoresc. Ilarion Ciobanu are harul rar să transforme dintr-o privire pitorescul în adevăr și gluma în serios, în gravitate, o gravitate masivă, statuară...” 
În „Istoria filmului românesc (1897-2000)” (2000), criticul Călin Căliman cataloga Artista, dolarii și ardelenii drept „un film calm, rece, distant, elegant, cu un umor rafinat”. Personajele noi sunt considerate a fi bine conturate: Rodica Tapalagă o interpretează pe frumoasa Anabell, „care pendulează în balansoarul dintre înger și demon”, Ioana Crăciunescu este „o pianistă «specială», portretizată cu grație și umor”, Előd Kiss este „un amorez obraznic”, Traian Costea „un om trist”, dramaturgul Iosif Naghiu „un primar lungan, roșcovan și bărbos”, iar Mihai Oroveanu „un șerif gras și imperturbabil”. 
Criticul Tudor Caranfil a dat filmului doar o stea din cinci și a făcut următorul comentariu: „Prins în farmecele cântăreței Anabelle, Traian vrea să se însoare, fără să știe că, de fapt, fata își ajută complicele să spargă o bancă. În cheie mai mult gravă decât parodică, Veroiu continuă peripețiile celor trei eroi care au început să o rupă binișor pe englezește, deși Traian le ține americanilor cursuri de democrație în ardelenește. Filmul are cai și canonade, cum îi stă bine unui adevărat western, ba chiar și un duel final cu săbii, contribuție neaoșă la dezvoltarea genului. A înregistrat 5.422.000 de intrări. Ce timpuri!...”
Comparând cele trei filme între ele, regizorul Mihnea Columbeanu afirmă că al doilea film al seriei, Artista, dolarii și ardelenii (1980), este „marcat vizibil de spiritul său molcom [al lui Mircea Veroiu n.n.] și de o plasticitate accentuată”, spre deosebire de celelalte două filme care au fost regizate de Dan Pița și care aveau un nivel dramatic superior. 